# مونيك فان دي فين
مونيك فان دي فين (بالهولندية: Monique van de Ven)‏ (و. 1952  م) هي ممثلة تلفزيونية، وممثلة أفلام، وممثلة، ومخرجة أفلام هولندية، ولدت في شمال برابنت.

## جوائز
حصلت على جوائز منها:
- Golden Calf for Best Actress [الإنجليزية]‏ (1990)
- Golden Calf for Best Actress [الإنجليزية]‏ (1984)

## وصلات خارجية
- مونيك فان دي فين على موقع IMDb (الإنجليزية)
- مونيك فان دي فين على موقع ألو سيني (الفرنسية)
- مونيك فان دي فين على موقع ميوزك برينز (الإنجليزية)
- مونيك فان دي فين على موقع أول موفي (الإنجليزية)
- مونيك فان دي فين على موقع قاعدة بيانات الأفلام السويدية (السويدية)
- مونيك فان دي فين على موقع ديسكوغز (الإنجليزية)
- مونيك فان دي فين على موقع قاعدة بيانات الفيلم (الإنجليزية)
- مونيك فان دي فين على موقع كينوبويسك (الروسية)